# 8557 Šaroun
8557 Šaroun è un asteroide della fascia principale. Scoperto nel 1995, presenta un'orbita caratterizzata da un semiasse maggiore pari a 2,3066613 UA e da un'eccentricità di 0,1401371, inclinata di 6,96035° rispetto all'eclittica.